# Historia Roderici

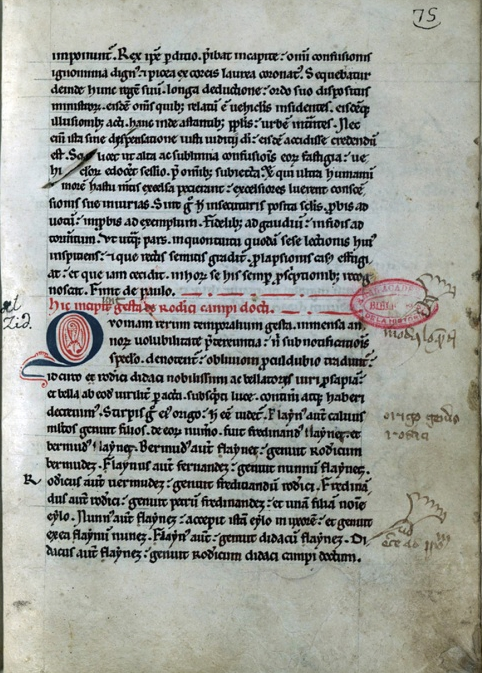
Historia Roderici, ms. 9/4922 de la Real Academia de la Historia, f. 89r.º

La Historia Roderici (o Gesta Roderici Campidocti) és una crònica biogràfica de Rodrigo Díaz de Vivar escrita en llatí en el segle xii, probablement entre 1180 i 1190, per un autor de la zona de La Rioja, presumiblement Nájera. En tot cas l'obra és la biografia més antiga del Cid i constituïx la base del coneixement actual sobre la seva figura. Es considera la font principal dels fets del magnat castellà.
Quant el seu paper en la historiografia espanyola, és una de les obres culminants del gènere de les cròniques en llatí en la península Ibèrica, que en aquest segle arriba precisament a les seues més altes cotes, just en el moment en el qual les cròniques romancess comencen a donar els seus primers passos en forma d'escarits annals.
Es qüestiona si l'obra va poder haver estat font del Cantar de Mio Cid, encara que ambdues obres semblen haver tingut en compte tradicions orals comunes, que en aquest període de la història produïen una transmissió i fixació en els relats folklòrics major que en l'actualitat. Al costat d'això, les notables llacunes que presenta fa dubtar la tesi que el seu autor va formar part del contingent del Cid o fou un observador directe dels fets que narra, com defensen els autors que postulen una datació contemporània a Rodrigo Díaz.

## Autoria i datació
Des de Menéndez Pidal molts investigadors (Falque Rey en la seva edició de 1990 Fletcher) han sostingut que la Historia Roderici va ser composta per un testimoni presencial dels fets, potser un acompanyant del Cid, entre 1110 i 1125 i atribuïxen l'existència de dades que solament són possibles en el darrer quart del segle xii a les successives addicions que va experimentar l'obra. Antonio Ubieto Arteta va proposar una datació entre 1144 i 1147, que va ser seguida per Jules Horrent (que la situa entre 1145 i 1160), Colin Smith, i Georges Martin.
Després d'un estudi exhaustiu de les possibles fonts cidianes del Carmen Campidoctoris, entre les quals es troba la mateixa Historia Roderici, i una anàlisi de totes les propostes anteriors de datació d'aquesta última, Alberto Montaner Frutos arriba a la conclusió que les formes de tractament utilitzades, l'ús del segell real pendent, les clàusules de donació d'Alfons a Rodrigo i la figura jurídica del riepto només són possibles en l'últim quart del segle xii.

## Estructura

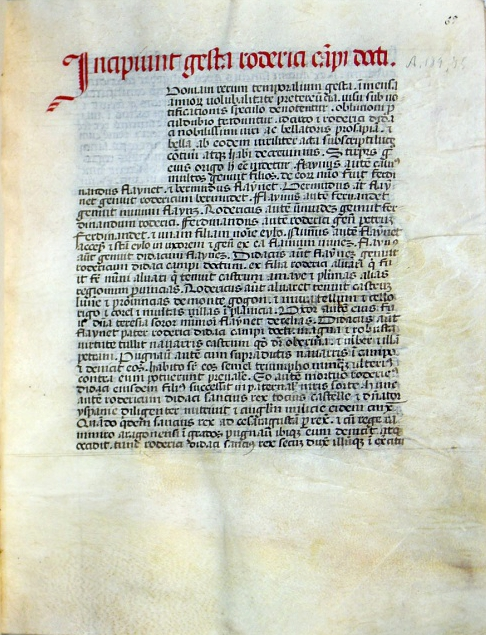
Íncipit de la Historia Roderici del còdex S., manuscrit 9/450 de la Biblioteca de la Reial Acadèmia de la Història, fol. 57rº. En tinta vermella: Incipiunt Gesta Roderici Campi Docti, 'Comencen les gestes de Rodrigo el Campeador'.

Els capítols 1 a 6 relaten sumàriament els primers trenta anys de la vida de Rodrigo fins a les seves noces amb Jimena Díaz en 1074. En els capítols 7 a 24 relaten amb més detall les proeses de Ruy Díaz fins al seu primer bandejament i el seu servei (1081-1086) al rei taifa de Saragossa Al-Mutamán. Els tres capítols següents narren amb brevetat els successos ocorreguts entre 1086 i 1088: el seu retorn a Castella i la reconciliació amb el seu rei Alfons VI. Els capítols compresos entre el 28 i el 64 conten fets del segon bandejament del Cid des de 1089 fins a la conquesta de València (1094). A continuació el fil de la crònica s'interromp en una llacuna que afecta els anys que van del 1095 al 1096. Per fi, els capítols 65 a 75 refereixen els esdeveniments succeïts entre 1097 i 1099, any de la mort del Campeador. L'obra finalitza amb un epíleg, els capítols 76 i 77, que perllonga el relat fins a la caiguda de València a les mans dels almoràvits en 1102.

## Estil
El llatí utilitzat manca d'al·lusions erudites clàssiques (aspecte que sí que s'observa en un himne contemporani de la Historia Roderici, el Carmen Campidoctoris), fins i tot falten les acostumades referències clericals o bíbliques, i oferix un relat gairebé homogeni de la vida del Cid que se centra sobretot en l'etapa de maduresa del personatge. L'estil és senzill, destacant la sola figura literària de la reiterada frase «Rodrigo es va quedar de pedra».

## Manuscrits
- Manuscrit I. El manuscrit 9/4922 de la Reial Acadèmia Espanyola de la Història conserva la Historia Roderici o Gesta Roderici Campidocti en el foli 89r i següents, amb l'íncipit Hic incipit Gesta Roderici Campidocti. El còdex data de c. 1233. El manuscrit I de la Historia Roderici va ser trobat pel pare Manuel Risco en 1785 en la Col·legiata de San Isidoro de Lleó. Es tracta d'un còdex de cap a 1233 que és còpia d'un original de Nájera per al Monestir de Sant Zoilo de Carrión de los Condes, on estava en 1239. Risco ho va imprimir en un apèndix de La Castilla y el más famoso castellano. [...] Historia del célebre castellano Rodrigo Díaz, llamado vulgarmente el Cid Campeador (Madrid, Blas Román, 1792).[9] Des de 1852 el còdex es custodia en la Reial Acadèmia Espanyola de la Història amb la signatura ms. 9/4922 (anteriorment A-189).
- Manuscrit S. Incipit gesta rodericii Campi docti. Còdex en llatí en vitela del segle xv G-1, f. 69r a 86v. n.º 33363 de l'inventari del Fondo Salazar y Castro de la Real Academia de la Historia, cfr. pág. 5472 Arxivat 2013-06-13 a Wayback Machine.. Es conserva en la Reial Acadèmia de la Història amb la signatura ms. 9/450 (anteriorment G-1).
- Hi existeix altre còdex, conegut com a M, però és una mera còpia del segle xviii del text del manuscrit I.[10]

## Edicions
- Manuel Risco, «Historia Roderici Didaci Campidocti ante hac inedita, et novissime in antiquo codice Bibliotecae Regii Conventus San Isidori Legionensis reperta», primera edición tras el hallazgo en la Biblioteca Real de San Isidoro de León; publicada en la sección «Apéndices», págs. XVI-LX de La Castilla y el más famoso castellano. Discurso sobre el sitio, nombre, extensión y condado de la antigua Castilla. Historia del célebre castellano Rodrigo Díaz, llamado vulgarmente el Cid Campeador, Madrid, Blas Román, 1792. XX-310-LXVI págs. Hay ed. facsímil de la ob. cit. pub. en La Coruña, Órbigo, 2006. ISBN 978-84-96541-50-4.
- Manuel Malo de Molina, Rodrigo, el Campeador, Madrid, 1857, págs. 74-110. Ed. modernas: Moraleja de Enmedio Arcos Ediciones, 2001 ISBN 978-84-95735-02-7 y Valencia, Librerías París, 2001 ISBN 978-84-8339-208-9.
- Antonio Cavanilles, Historia de España, vol. 2, Madrid, Martín Alegría, 1861, apénd. 2, págs. 345-392. Reprocuce la ed. de Risco (1792). OCLC 162555782
- R. Foulché-Delbosc, «Gesta Roderici Campidocti», Revue Hispanique XXI (1909), págs. 412-459. OCLC 45242551
- Adolfo Bonilla y San Martín, «Gestas de Rodrigo el Campeador» (Gesta Roderici campidocti), Boletín de la Real Academia de la Historia, 59 (1911). OCLC 18678095
- Ramón Menéndez Pidal, La España del Cid, Madrid, Espasa-Calpe, 19697, págs. 906-971. OCLC 28236530
- Emma Falque Rey, Juan Gil y Antonio Maya, «Historia Roderici vel gesta Roderici Campidocti», en Chronica Hispana saeculi XII. Pars I, Turnhout, Brepols, 1990 (Corpus Christianorum, Continuatio Medievalis, LXXI). OCLC 54060154

### Estudis
- RUIZ ALBI, Irene, «Los códices de la Historia Roderici y sus relaciones», e-Spania 10 de desembre de 2010, [consultat el 27 de desembre de 2011]. URL <http://e-spania.revues.org/20106>; DOI 10.4000/e-spania.20106
- MANCHÓN GÓMEZ, Raúl, «El latín de la Historia Roderici», e-Spania 10 de desembre de 2010, [consultat el 27 de desembre de 2011]. URL <http://e-spania.revues.org/20073>; DOI 10.4000/e-spania.20073

### Edicions
- Manuel Risco, «Historia Roderici Didaci Campidocti (...)», en La Castilla: y el mas famoso castellano. Discurso sobre el sitio, nombre, extension, gobierno, y condado de la antigua Castilla. Historia del célebre castellano Rodrigo Diaz, llamado vulgarmente el Cid Campeador, B. Román, 1792, Apéndices, XVI-LX.
- Adolfo Bonilla i San Martín (ed. lit.), Gestas de Rodrigo el Campeador (Gesta Roderici Campidocti), Madrid, Victoriano Suárez, 1911. És una edició crítica amb estudi introductori de la Historia Roderici. Digitalitzada por la Universidad de Toronto.